# 黄道周北伐
黄道周北伐是指隆武元年（清世祖顺治二年，1645年）九月，南明隆武政权的武英殿大学士黄道周出师江西的抗清作战。

## 背景
弘光元年（1645年）閏六月初七日（7月29日），唐王朱聿鍵稱監國於福州，二十七日（8月18日），即皇帝位，年號「隆武」，以七月初一日（8月21日）之後為元年。
隆武元年，隆武帝封黄道周為武英殿大學士兼吏部尚書、兵部尚書。

## 過程
清廷頒布剃髮令，江南人民求救於南明隆武朝廷，但福建總兵鄭芝龍養兵自重，不發一兵一卒。
黄道周上奏隆武帝出師北伐抗清，由於南明隆武朝廷剛成立且財政窘迫，黃道周雖然任兵部尚書一職，但是調不動任何將領兵馬，兵部尚書形同虛設，南明隆武朝廷實際兵權在福建總兵鄭芝龍手中。
福建總兵鄭芝龍並沒有表態，只是要求各部閉關自守，黄道周只得返鄉籌兵籌糧。

## 準備
黄道周回到家鄉漳州府漳浦縣募眾兵勇，募集糧餉，籌備北伐抗清相關事務。
隆武元年（1645年）九月十八日，黄道周招募數千人，馬僅十餘匹，另有一月糧餉。

## 戰事
隆武元年（1645年）九月十九日，黄道周出師北伐抗清，人數雖然只有數千人，仍出仙霞關，與清廷抗擊。施琅曾一度率部眾與他前往，不久卻逕自返回福建仙霞關。
十月二日，黄道周抵達廣信（今江西省上饒市廣信區），又再募眾數千人，籌得三個月兵糧，分兵三路，向清兵發起進攻，一路向西攻撫州（今江西省撫州市臨川區），另兩路北上分攻婺源(今江西省上饒市婺源縣)、休寧(今安徽省黃山市休寧縣)，不久三路皆敗。
十二月六日，黃道周率主力向婺源出發，至童家坊，得知樂平（今江西省景德鎮市樂平市）已被清廷攻陷，黃道周下令進攻從德興（今江西省上饒市德興市）反攻回樂平。
十二月二十四日，黃道周抵明堂里時遇到清廷伏擊，部隊損失殆盡，參將高萬容敗逃降清，於是全軍崩潰退自徽州。
十二月二十七日，黃道周率餘部三百人退至徽州（今安徽省歙縣）修整，並派人回福州請求援助，但福建總兵鄭芝龍仍按兵不救。
十二月二十九日，明朝降將張天祿引導清軍主力抵達。黃道周與四門生蔡春溶、趙士超、賴繼謹、毛至潔衝鋒在前，率餘部與清軍死戰到底，終因實力懸殊，五人被徽州守將張天祿俘獲交付給清廷。
隆武二年（1646年）三月五日，黄道周被清廷處死，這場北伐以失敗結束。

## 結果
黃道周北伐抗清行動失敗原因：
一、北伐抗清倉促準備。士兵未作任何充足訓練。
二、整體北伐孤立無援。南明隆武朝廷實際兵權在福建總兵鄭芝龍，採取閉關自守，所以並未發一兵一卒支援。
三、南明隆武朝廷內部嚴重的黨派鬥爭問題。同時期和浙江魯王政權和其它地方勢力不合且跋扈自利自保。

## 評價
此事北伐抗清為南明隆武朝廷唯一一次，至此之後採閉關自守戰略，直到南明隆武朝廷滅亡。
由於南明隆武朝廷內部嚴重的黨派鬥爭，又與福建和江西各地方勢力不合且各自跋扈自利自保，無法一致對外抗清。
同時福建隆武帝政權與浙江魯王政權不但沒有利用這種有利形勢，共同發展抗清合作行動，反而在為明朝正統地位和合法性視同水火不合，各自為戰與各自為政的內部激烈鬥爭。